# Junkers K 47
Junkers K 47 – samolot myśliwsko-bombowy niemieckiej konstrukcji, wytwarzany w Szwecji, w firmie AB Flygindustri (spółce córce koncernu Junkers), na bazie samolotu Junkers A 48.
Model K 47 przyczynił się do rozwoju prac nad bombowcami nurkującymi, czego zwieńczeniem było skonstruowanie Ju 87 Stuka.
10 samolotów K 47 zostało zakupionych w 1931 roku przez chińskie siły powietrzne rządu centralnego w Nankinie (trzy z nich pierwotnie były zamówione przez siły kantońskie). Używane były przeciwko siłom komunistycznym, a następnie jako myśliwce przeciw Japończykom podczas incydentu szanghajskiego w 1932 roku. Jeszcze jeden K 47 został ufundowany dla lotnictwa w 1933 roku.